# Warburgiella falcatula
Warburgiella falcatula är en bladmossart som beskrevs av Brotherus 1925. Warburgiella falcatula ingår i släktet Warburgiella och familjen Sematophyllaceae. Inga underarter finns listade i Catalogue of Life.